# Beaver Creek, Alberta
Beaver Creek är ett vattendrag i Kanada.   Det ligger i provinsen Alberta, i den södra delen av landet, 2 900 km väster om huvudstaden Ottawa.
Trakten runt Beaver Creek består till största delen av jordbruksmark. Runt Beaver Creek är det mycket glesbefolkat, med 3 invånare per kvadratkilometer.